# Cotes (Hiszpania)
Cotes – gmina w Hiszpanii, w prowincji Walencja, we wspólnocie autonomicznej Walencja, o powierzchni 6,33 km². W 2011 roku liczyła 388 mieszkańców.